# Richard Steffen
Linus Richard Steffen, född 30 november 1862 i Sunne, Värmland, död  18 juni 1948 i Stockholm, var en svensk litteratur- och kulturhistoriker, författare, rektor och professor. 

## Biografi
Steffen avlade studentexamen i Karlstad 1882, och studerade därefter vid Uppsala universitet där han 1888 blev filosofie kandidat och 1893 filosofie licentiat.
Steffen var docent i litteraturhistoria vid Uppsala universitet 1898–1900, 1900–1906 lektor i modersmålet och filosofi vid Karolinska läroverket i Örebro samt 1906–1928 rektor för läroverket i Visby på Gotland. På Gotland var han 1927–1946 tillförordnad föreståndare för den statliga arkivdepån, som sedermera utvecklades till landsarkiv. 1946 tilldelades Steffen professors namn.
Förutom en omfattande litteraturhistorisk produktion, bland annat inriktad på fornsvensk litteratur, Carl Michael Bellmans och den Heliga Birgittas liv och diktning och på läromedel för skolan, ägnade han sig åt forskning om Gotlands historia. 
Han var 1929–1940 redaktör för årsboken Gotländskt arkiv, och vice ordförande för Gotlands fornvänner 1924-46. Han var sedan 1930 ledamot av Kungliga Samfundet för utgivande av handskrifter rörande Skandinaviens historia, och tilldelades 1946 professors namn.
Steffen avled under ett besök i Stockholm. Han är begravd på Norra kyrkogården i Visby tillsammans med sin hustru Kerstin Starbäck (1869–1934), dotter till historikern Carl Georg Starbäck.

### Editioner och annat
- Outgifna dikter af Bellman (1895)
- Norska stev (1899)
- Svenska sågböcker (1902),
- Ferieläsning i svensk litteratur (tillsammans med H. Hernlund, 1896)
- Isländsk och fornsvensk litteratur i urval och öfversättning (1905; 2:a uppl. 1909)
- Översikt av svenska litteraturen (5 bd, 1906-08; 2:a uppl. 1916 ff.)
- Den heliga Birgittas uppenbarelser i urval och öfversättning (1909; översättning till holländska 1914)
- Englands litteratur i historisk framställning (1912)
- En vetenskaplig Bellmansupplaga (1916 ff)
- Gotlands historia från och med år 1645 (1945, band 2 i det stora bokverket Boken om Gotland).